# دونالد جاد
دونالد جاد (انگلیسی: Donald Judd; ۳ ژوئن ۱۹۲۸ – ۱۲ فوریهٔ ۱۹۹۴) یک هنرمند مینیمالیست اهل ایالات متحده آمریکا بود.
جاد در کارش به دنبال آناتومی و شفاف سازی اشیای ساخته شده و فضای ایجاد شده به وسیله آنها بود او در نهایت توانست نمایشی دموکراتیک و دقیق بدون سلسله مراتب ترکیبی ارائه دهد. او اثری ارائه داد که مینیمالیسم را به چالش کشید. با این وجود او از طرفداران پیشرو در زمینه مینیمالیسم شناخته می‌شود و مهمترین نظریه‌پرداز در نوشته‌هایی همچون Specific Objects می‌باشد (۱۹۶۴).